# Canton de Signy-le-Petit
Pour les articles homonymes, voir Signy.
Le canton de Signy-le-Petit est une ancienne division administrative française située dans le département des Ardennes et la région Champagne-Ardenne.

## Géographie
Ce canton était organisé autour de Signy-le-Petit dans l'arrondissement de Charleville-Mézières. Son altitude moyenne était de 246 m.

## Représentation

### conseillers généraux
| Période | Période      | Identité                | Étiquette                               | Qualité |
| ------- | ------------ | ----------------------- | --------------------------------------- | --- |
| 1833    | 1877         | Augustin Barrachin      | Majorité gouvernementale (Conservateur) | Maître de forges Maire de Signy-le-Petit (1871-1883) Député (1831-1834) |
| 1877    | 1889         | Lucien Duhamel          | Républicain                             | Notaire, maire de Signy-le-Petit (1888-1896) |
| 1889    | 1923 (décès) | Pierre Barrachin        | Républicain Droite ralliée              | Maître de forges, propriétaire Maire de Signy-le-Petit (1897-1904) |
| 1923    | 1937         | Léon Fossier            | FR-RG-URD                               | Herbager, maire de Signy-le-Petit (1935-1945) |
| 1937    | 1940         | Jean Loux               | Rad                                     | Tailleur, maire de Signy-le-Petit (1929-1935 et 1945) Nommé conseiller départemental en 1943                                                                                             |
|         |              |                         |                                         | |
| 1945    | 1967 (décès) | Jules Mouron            | PCF                                     | Ouvrier d’usine, cultivateur, puis cafetier-restaurateur Maire de Signy-le-Petit de 1944-1967 Député (1945-1946)                                                                         |
| 1967    | 1992         | Abel Noreck (1936-2023) | SFIO,PSU puis PS                        | Professeur puis principal de collège Maire de Signy-le-Petit de 1967 à 2008 |
| 1992    | 2015         | Benoît Huré             | RPR puis UMP                            | Agriculteur Maire de Neuville-lez-Beaulieu de 1989 à 2001 Président du Conseil général (2004-2015) Conseiller départemental du nouveau Canton de Rocroi (2015-2021) Sénateur (2004-2020) |

### Conseillers d'arrondissement
| Période | Période      | Identité                             | Étiquette         | Qualité |
| ------- | ------------ | ------------------------------------ | ----------------- | --- |
| 1833    | 1848         | Charles Frédéric Demeaux (1790-1853) |                   | Notaire et juge de paix, maire de Signy-le-Petit                                                            |
| 1848    | 1852         | Cyr Nicolas Aubert-Thélinge          |                   | Marchand de bois à Signy-le-Petit                                                                           |
| 1852    | 1861         | François-Augustin Dewoitine          |                   | Marchand à Signy-le-Petit                                                                                   |
| 1861    | 1877         | Augustin Landouzy                    |                   | Brasseur à Signy-le-Petit                                                                                   |
| 1877    | 1889         | M. Quinard                           |                   | Docteur en médecine à Auvillers                                                                             |
| 1889    | 1893 (décès) | Irénée Dieudonné Maquart (1855-1893) | Droite catholique | Médecin à Auvillers-les-Forges et à Braux                                                                   |
| 1893    | 1898         | Rigobert Léopold Jouart (1836-1914)  |                   | Capitaine retraité, propriétaire à Éteignières                                                              |
| 1898    | 1910         | Alfred Gobron                        |                   | Cultivateur, maire de Tarzy                                                                                 |
| 1910    | 1922         | Marcel-Camille Bouhours              |                   | Brasseur, maire de Tarzy                                                                                    |
| 1922    | 1928         | Georges Brugnon (1885-1941)          | SFIO              | Ouvrier mouleur puis herbager, maire de La Neuville-aux-Joûtes (1919-1929)                                  |
| 1928    | 1940         | Edmond Meunier                       |                   | Cultivateur, maire de Beaulieu                                                                              |
| 1940    |              |                                      |                   | Les conseils d'arrondissement ont été suspendus par la loi du 12 octobre 1940 et n'ont jamais été réactivés |

## Composition
Le canton de Signy-le-Petit regroupait neuf communes et comptait 3 679 habitants (recensement de 1999 sans doubles comptes).
| Nom                        | Code Insee | Intercommunalité      | Population (dernière pop. légale) |
| -------------------------- | ---------- | --------------------- | --------------------------------- |
| Signy-le-Petit (chef-lieu) | 08420      | CC Ardennes Thiérache | 1 261 (2014)                      |
| Auge                       | 08030      | CC Ardennes Thiérache | 60 (2014)                         |
| Auvillers-les-Forges       | 08037      | CC Ardennes Thiérache | 881 (2014)                        |
| Brognon                    | 08087      | CC Ardennes Thiérache | 153 (2014)                        |
| Éteignières                | 08156      | CC Ardennes Thiérache | 529 (2014)                        |
| Fligny                     | 08172      | CC Ardennes Thiérache | 185 (2014)                        |
| La Neuville-aux-Joûtes     | 08318      | CC Ardennes Thiérache | 355 (2014)                        |
| Neuville-lez-Beaulieu      | 08319      | CC Ardennes Thiérache | 342 (2014)                        |
| Tarzy                      | 08440      | CC Ardennes Thiérache | 158 (2014)                        |

## Démographie
| 1962  | 1968  | 1975  | 1982  | 1990  | 1999  | 2006  | 2011  | 2012  |
| ----- | ----- | ----- | ----- | ----- | ----- | ----- | ----- | ----- |
| 4 656 | 4 416 | 4 073 | 3 776 | 3 619 | 3 679 | 3 804 | 3 944 | 3 937 |